# 服务台
服务台（Help desk、Service desk），是一种IT支援工作的总称。
互联网公司通过雇佣外包的服务台公司当作客服，服务台人员需要掌握基础的账务软件、硬件和服务器的相关知识。

## 功能
简单的分成下面几种：
- 非正式的同伴支持（Informal peer support）
- 用户支持与其他责任相结合（User support combined with other responsibilities）
- 用户支持作为一个单独的位置或组（User support as a separate position or group）
- 服务台支持（Help desk support）
- 用户支持中心（User support center）
- 用户支持作为信息系统的责任（User support as an IS responsibility）
- 用户支持外包给供应商（User support outsourced to a vendor）

## 多层次的技术支援
- 第零层：客户自助服务，电脑自动回答客户的简单问题。
- 第一层：是对基本客户问题的初始负责支援，比如密码重置、改用户名、改邮箱；收集各种的信息，比如姓名、系统、时间、当时情况、错误信息等等。通过确定问题种类选择解决或者传递到下一层。
- 第二层：查看第一层的日志并提供更先进的知识，比如设置安装和配置系统、学习安全维护、媒体备份、预防性维护。
- 第三层：处理最困难的技术问题，设计多个预案来点对点的处理。
- 第四层：和电脑设备商合作处理维护问题。